# Michael Eichberger
Pour les articles homonymes, voir Eichberger.
Michael Eichberger (né le 23 juin 1953 à Wurtzbourg) est juge du Tribunal constitutionnel fédéral allemand.

## Biographie
Après son abitur en 1972 à Mannheim, il est candidat pour être officier de réserve dans le corps des transmissions de la Bundeswehr. En 1974, il étudie le droit à l'université de Mannheim et devient assistant de justice. En 1982, il est assistant de recherche à Mayence. En 1982, il entre dans le tribunal administratif de Karlsruhe. En 1983, il obtient un doctorat. L'année suivante, il travaille pour le ministère de la Justice de Bade-Wurtemberg. En 1989, il devient l'assistant de Hans Hugo Klein au Tribunal constitutionnel fédéral. En 1992, il est nommé juge du tribunal administratif de Karlsruhe. De 1993 à 1998, il est juge du tribunal administratif de Bade-Wurtemberg à la chambre de droit de l'urbanisme, de planification et de conversation naturelle. En 1998, il devient juge du Tribunal constitutionnel fédéral. Il appartient d'abord à la chambre sur le droit d'asile et des étrangers puis en 2002 à la chambre sur les transports, l'aménagement du territoire, les impôts et la fiscalité. En 2004, il est professeur honoraire de l'université Eberhard Karl de Tübingen.
Le 7 avril 2006, Michael Eichberger est proposé comme juge fédéral sur proposition du groupe CDU au Bundesrat pour succéder à Dieter Hömig. Depuis le 25 avril 2006, il appartient à la Première Chambre du Tribunal constitutionnel fédéral.